# 丁葵草
丁葵草（学名：Zornia cantoniensis）为豆科丁葵草屬下的一个种。其种加词“cantoniensis”意为“广东的”。
现接受名为丁癸草（Zornia gibbosa Span., 1841）。